# 503
El 503 (DIII) fou un any comú començat en dimecres del calendari julià.

## Esdeveniments
Imperi Romà d'Orient
- Guerra romano-persa: l'emperador Anastasi I envia un exèrcit de 52.000 homes a Armènia, que és vençut. Els romans inicien un setge fallit de la ciutat persa d'Amida, situada sobre el Tigris, sense aconseguir-ho. El xahanxà Cobades I envaeix Osroene i assetja Edessa (nord de Mesopotàmia).[1]